# Anders Suneson
Anders Sune Suneson, född 11 maj 1940 i Kungsholms församling i Stockholms stad, är en svensk militärläkare.

## Biografi
Suneson avlade studentexamen 1960, medicine kandidatexamen 1962 och medicine licentiatexamen 1968 – allt i Stockholm. Han blev försvarsläkare med löjtnants tjänsteklass 1978. År 1980 blev han örlogskapten och var stabsläkare hos chefen för Kustflottan 1980–1985, från 1981 som kommendörkapten. Åren 1985–1989 tjänstgjorde han vid Arméstaben. Han avlade medicine doktor-examen vid Göteborgs universitet 1988 med avhandlingen Distant pressure wave effects on nervous tissues by high-energy missile impact och blev samma år kommendör i Försvarets medicinalkår. Åren 1989–1991 var han chef för Sjukvårdsavdelningen i Västra militärområdet, varpå han var chef för Sektionen för krigssjukvård vid Försvarets forskningsanstalt 1991–2000.